# Acropiesta nigrocincta
Acropiesta nigrocincta är en stekelart som beskrevs av Jean-Jacques Kieffer 1909. Acropiesta nigrocincta ingår i släktet Acropiesta, och familjen hyllhornsteklar. Arten är reproducerande i Sverige.